# Валгана
Валга̀на (на италиански: Valganna; на ломбардски: Gàna, Гана) е община в Северна Италия, провинция Варезе, регион Ломбардия. Административен център на общината е село Гана (на италиански: Ganna), което е разположено на 380 m надморска височина. Населението на общината е 1603 души (към 2017 г.).